# Tomopterus aurantiacosignatus
Tomopterus aurantiacosignatus är en skalbaggsart som beskrevs av Dmytro Zajciw 1969. Tomopterus aurantiacosignatus ingår i släktet Tomopterus och familjen långhorningar. Inga underarter finns listade i Catalogue of Life.